# Nhóm (bảng tuần hoàn)
Nhóm tuần hoàn là khái niệm để chỉ nhóm các nguyên tố được xếp thành 1 hàng dọc trong bảng tuần hoàn. Các nguyên tố thuộc 1 nhóm có cùng số electron hóa trị và vì thế có cùng tính chất hóa học. Hiện tại có tổng cộng 18 nhóm, trong đó có 8 nhóm chính (nhóm 1 - 2 và nhóm 13 - 18), 10 nhóm phụ 3 - 12. Trong mỗi nhóm, từ trên xuống dưới: số nguyên tử tăng, độ âm điện tăng, tính kim loại giảm.

### Các nhóm trong bảng tuần hoàn
| Nhóm mới IUPAC | Tên gọi                                   | Nhóm chính/phụ | Nhóm cũ |
| 1              | Nhóm nguyên tố 1 (nhóm kim loại kiềm)     | chính          | IA      |
| 2              | Nhóm nguyên tố 2 (nhóm kim loại kiềm thổ) | chính          | IIA     |
| 3              | Nhóm nguyên tố 3 (nhóm scandium)          | phụ            | IIIB    |
| 4              | Nhóm nguyên tố 4 (nhóm titanium)          | phụ            | IVB     |
| 5              | Nhóm nguyên tố 5 (nhóm vanadium)          | phụ            | VB      |
| 6              | Nhóm nguyên tố 6 (nhóm crom)              | phụ            | VIB     |
| 7              | Nhóm nguyên tố 7 (nhóm mangan)            | phụ            | VIIB    |
| 8              | Nhóm nguyên tố 8 (nhóm sắt)               | phụ            | VIIIB   |
| 9              | Nhóm nguyên tố 9 (nhóm cobalt)            | phụ            | VIIIB   |
| 10             | Nhóm nguyên tố 10 (nhóm nickel)           | phụ            | VIIIB   |
| 11             | Nhóm nguyên tố 11 (nhóm đồng)             | phụ            | IB      |
| 12             | Nhóm nguyên tố 12 (nhóm kẽm)              | phụ            | IIB     |
| 13             | Nhóm nguyên tố 13 (nhóm bor)              | chính          | IIIA    |
| 14             | Nhóm nguyên tố 14 (nhóm carbon silicon)   | chính          | IVA     |
| 15             | Nhóm nguyên tố 15 (nhóm nitơ phosphor)    | chính          | VA      |
| 16             | Nhóm nguyên tố 16 (nhóm oxygen)           | chính          | VIA     |
| 17             | Nhóm nguyên tố 17 (nhóm halogen)          | chính          | VIIA    |
| 18             | Nhóm nguyên tố 18 (nhóm khí hiếm)         | chính          | VIIIA   |

Ngoài ra còn có các nhóm Actini và nhóm Lanthan gồm các kim loại có tính chất hóa học giống nhau. Các nguyên tố chưa được tìm thấy có số thứ tự từ 121 đến 138 được xếp vào nhóm siêu Actini, chúng là những kim loại không bền và có tính phóng xạ.